# Préfecture d'Inezgane-Aït Melloul
La préfecture d'Inezgane-Aït Melloul est une subdivision à dominante urbaine de la région marocaine de Souss-Massa. Son chef-lieu est Inezgane.

## Histoire
La préfecture d'Inezgane-Aït Melloul a été créée en 1994 – décret no 2-94-64 du 24 mai – par démembrement de la province d'Agadir.

## Géographie
La préfecture d'Inezgane-Aït Melloul est la plus petite des sept préfectures et provinces de la région administrative, en superficie, avec ses 293 km2, et de nombre de communes, six au total. Elle n'en est pas moins très active, que cela soit par sa population dynamique de 420 000 habitants, avec une densité de 1 431 habitants par km2, ou par son importante activité commerciale et agricole.

## Administration et politique

### Découpage territorial

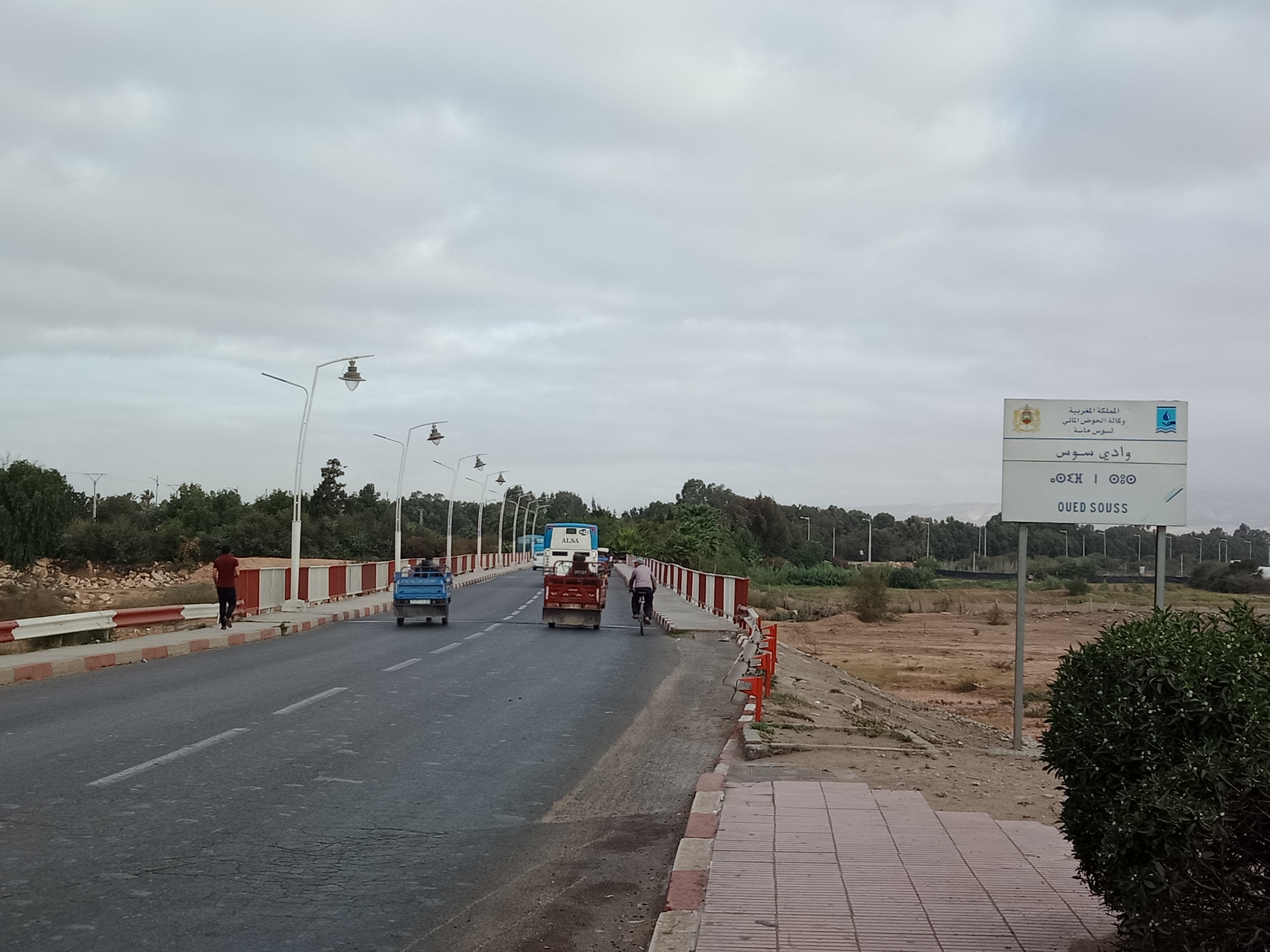
Triporteurs sur le pont Inezgane-Aït Melloul.

Selon la liste des cercles, des caïdats et des communes de 2008, la préfecture d'Inezgane-Aït Melloul est composée de six communes, dont quatre communes urbaines (ou municipalités) : Inezgane, son chef-lieu, Aït Melloul, Dcheïra El Jihadia et Lqliaa.
Les deux communes rurales restantes, Temsia et Oulad Dahou, sont rattachées à un caïdat (le caïdat de Temsia), lui-même rattaché à un cercle (le cercle d'Aït Melloul).
Cinq de ses localités sont considérées comme des villes : les municipalités d'Inezgane, d'Aït Melloul, de Dcheïra El Jihadia et de Lqliaa, et le centre urbain de la commune rurale de Temsia.